# Elaphoidella claudboui
Elaphoidella claudboui is een eenoogkreeftjessoort uit de familie van de Canthocamptidae. De wetenschappelijke naam van de soort is voor het eerst geldig gepubliceerd in 2003 door Apostolov.